# Medaille ter Herinnering aan Groothertog Paul Frederik August
De Medaille ter Herinnering aan Groothertog Paul Frederik August is een medaille die is ingesteld toen de tweede Oldenburgse Groothertog, Groothertog Paul Frederik August van Oldenburg in 1853 stierf. Zijn zoon en opvolger Groothertog Paul Frederik August stelde de medaille in die aan de dienaren van zijn overleden vader werd verleend. De medaille werd in drie uitvoeringen, in goud en in brons uitgereikt. De bronzen medailles bestaan mét en zonder opdracht op de keerzijde.
Op de voorzijde van de medaille staat het naar links gerichte portret van de overleden vorst met het omschrift "PAUL FRIEDR. AUG. GR:H v OLDENBURG". Op de keerzijde staat "DER DANKBAHRE SOHN DEM TREUEN DIENER SEINES GELIEBTEN VATERS"
De medailles werden gedragen aan het blauwe lint met rode biezen van de Huisorde en Orde van Verdienste van Hertog Peter Friedrich Ludwig.
Medailles ter herinnering aan een overleden vorst, voor zijn adjudanten, voor de dodenwacht en voor de "dienerschaft" komen in de 19e eeuw veel voor. Net als in Engeland werden uitvaarten groots georganiseerd als uitdrukking van het prestige van de dynastie en uit sentimentaliteit.
De tweede Oldenburgse Groothertog heeft zijn voorganger geëerd met een ridderorde die naar hem is genoemd. De derde groothertog eerde zijn vader met een medaille. De derde troonswisseling in 1900 werd niet met medailles of ander zichtbaar eerbetoon in de vorm van eretekens gememoreerd.